# Titan(IV)-bromid
Titan(IV)-bromid ist eine anorganische chemische Verbindung des Titans aus der Gruppe der Bromide.

## Gewinnung und Darstellung
Titan(IV)-bromid kann durch Reaktion von Titan(IV)-chlorid mit Bromwasserstoff gewonnen werden.
{\displaystyle \mathrm {TiCl_{4}+4\ HBr\longrightarrow TiBr_{4}+4\ HCl} }
Andere Möglichkeiten zur Gewinnung sind die Reaktionen:
{\displaystyle \mathrm {Ti+2\ Br_{2}\longrightarrow TiBr_{4}} }
{\displaystyle \mathrm {TiO_{2}+2\ C+2\ Br_{2}\longrightarrow TiBr_{4}+2\ CO} }
{\displaystyle \mathrm {3\ TiCl_{4}+4\ BBr_{3}\longrightarrow 3\ TiBr_{4}+4\ BCl_{3}} }
Sehr reines Titan(IV)-bromid lässt sich durch die Reaktion von Blei(II)-bromid mit Titan darstellen.
{\displaystyle \mathrm {2\ PbBr_{2}+Ti\longrightarrow 2\ Pb+TiBr_{4}} }

## Eigenschaften
Titan(IV)-bromid liegt in Form von bernsteingelben, oktaedrischen Kristalle vor. Es ist äußerst hygroskopisch, wobei dabei eine hydrolytische Zersetzung in Titan(IV)-oxid und Bromwasserstoff erfolgt. Nach Kristallisation aus der Schmelze ist seine Kristallstruktur isotyp mit Zinn(IV)-iodid mit der Raumgruppe Pa3 (Raumgruppen-Nr. 205) (a = 1130,0 pm). Beim Lagern erfolgt eine Umwandlung in den Zinn(IV)-bromid-Typ mit der Raumgruppe P21/c (Nr. 14) (a = 1017 pm, b = 709 pm, c = 1041 pm, β = 101,97°).

## Verwendung
Titan(IV)-bromid wird für die Erzeugung von Titandisilicid-Dünnschichten auf Silicium-Substraten verwendet.